# Rampur Bhawanipur
Rampur Bhawanipur es una ciudad censal situada en el distrito de Barabanki en el estado de Uttar Pradesh (India). Su población es de 11303 habitantes (2001). 

## Demografía
Según el  censo de 2001 la población de Rampur Bhawanipur era de 11303 habitantes, de los cuales el 52% eran hombres y el 48% eran mujeres. Rampur Bhawanipur tiene una tasa media de alfabetización del 36%, inferior a la media nacional del 59,5%: la alfabetización masculina es del 43%, y la alfabetización femenina del 28%.